# Peter Przybylski (Jurist)
Peter Przybylski (* 26. September 1935 in Breslau; † 30. März 2019) war ein deutscher Jurist und Publizist. Als Staatsanwalt kommentierte er im DDR-Fernsehen die Sendereihe „Der Staatsanwalt hat das Wort“.

## Leben

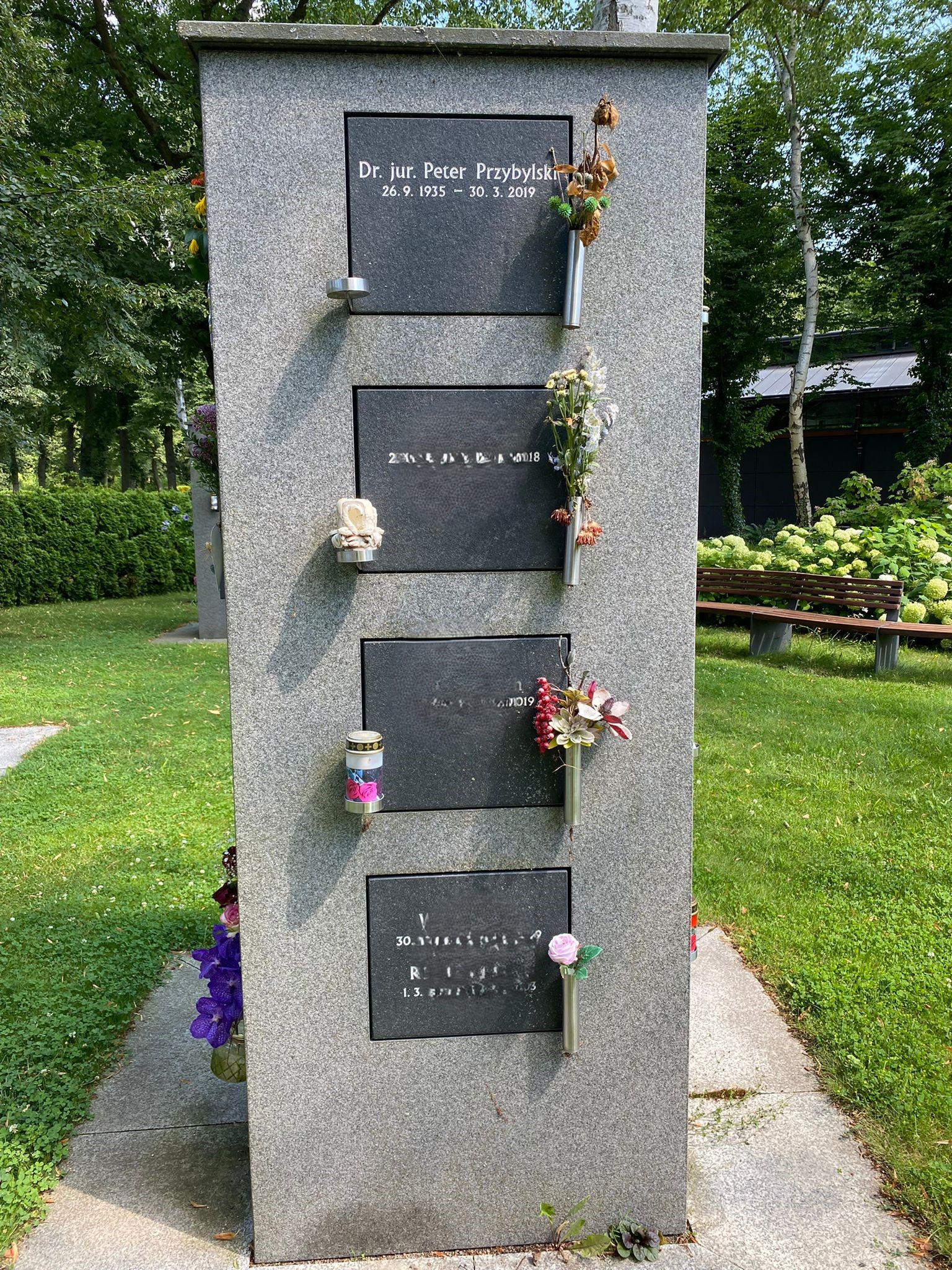
Grabstätte auf dem Waldfriedhof Grünau

Der Sohn eines Autoschlossers und einer Krankenschwester kam 1946 mit seinen Eltern nach Pulsen. 1953 legte er an der Max-Planck-Oberschule Riesa das Abitur ab. Nach einer Lehre als Schmelzer im Stahl- und Walzwerk Gröditz 1953/54 studierte er bis 1958 Rechtswissenschaften an der Karl-Marx-Universität Leipzig. Im Abschlussjahr wurde er Mitglied der SED und Staatsanwalt in Zerbst.
Ab 1959 war Peter Przybylski Redakteur, später stellvertretender Chefredakteur der Zeitschrift „Neue Justiz“. 1963 wurde er Staatsanwalt bei der Generalstaatsanwaltschaft der DDR, wo er ab 1964 – ab 1971 als Abteilungsleiter – die Aufgaben der Öffentlichkeitsarbeit wahrnahm. Er wirkte bei der Abfassung der Anklageschriften gegen den KZ-Arzt Horst Fischer und im Schauprozess gegen den abwesenden Hans Globke mit.
Peter Przybylski übernahm ab 1965 die fachliche Beratung der Sendereihe „Der Staatsanwalt hat das Wort“ beim DFF sowie den einleitenden und abschließenden Kommentar. 1971 wurde er an der Humboldt-Universität zu Berlin mit der Arbeit „Kriterien und Konsequenzen verbrecherischer Normativakte, untersucht am Herrschaftssystem des faschistischen deutschen Imperialismus“ zum Dr. jur. promoviert.
1990 war er als Mitglied der Leitung der Staatsanwaltschaft – er war der Sprecher des Generalstaatsanwalts – an Ermittlungen gegen das ehemalige Politbüro der SED, namentlich die sogenannte Vierergruppe Erich Honecker, Erich Mielke, Günter Mittag und Joachim Herrmann, wegen Verletzung der Verfassung der DDR beteiligt. Ab Sommer 1990 war er als Rechtsanwalt in Berlin tätig.
Przybylski starb 2019 im Alter von 83 Jahren. Seine letzte Ruhestätte fand er in einer Gemeinschaftsgrabanlage auf dem Waldfriedhof Grünau. 

## Auszeichnungen
- 1976 Orden Banner der Arbeit Stufe I im Kollektiv[3]
- 1982 Vaterländischer Verdienstorden in Bronze[4]
- 1989 Kunstpreis des FDGB im Kollektiv[5]

## Schriften
- Wer bist du? Drehbuch, Der Staatsanwalt hat das Wort. Staffel 20, Folge 4, DFF 1984.
- Zwischen Galgen und Amnestie. Kriegsverbrecherprozesse im Spiegel von Nürnberg. Berlin 1979.
- gemeinsam mit Horst Busse, Mörder von Oradour. Berlin 1984.
- Mordsache Thälmann. Berlin 1986.
- Täter neben Hitler. Brandenburgisches Verlags-Haus, Berlin 1990, ISBN 3-327-00987-2.
- Tatort Politbüro. Die Akte Honecker. Rowohlt Verlag, Berlin 1991, ISBN 3-87134-001-4.[6]
- Tatort Politbüro. Band 2: Honecker, Mittag und Schalck-Golodkowski. Rowohlt Verlag, Berlin 1992.